# فرانشيسكا ريو
فرانشيسكا ريو (بالإيطالية: Francesca Rio)‏ هي متزلجة فنية إيطالية، ولدت في 16 ديسمبر 1990 في كومو في إيطاليا.

## وصلات خارجية
- فرانشيسكا ريو على موقع الاتحاد الدولي للتزلج (الإنجليزية)